# Chen Daoxiang
 (octobre 2023).
La mise en forme du texte ne suit pas les recommandations de Wikipédia : il faut le « wikifier ».
Les points d'amélioration suivants sont les cas les plus fréquents. Le détail des points à revoir est peut-être précisé sur la page de discussion.
- Les titres sont pré-formatés par le logiciel. Ils ne sont ni en capitales, ni en gras.
- Le texte ne doit pas être écrit en capitales (les noms de famille non plus), ni en gras, ni en italique, ni en « petit »…
- Le gras n'est utilisé que pour surligner le titre de l'article dans l'introduction, une seule fois.
- L'italique est rarement utilisé : mots en langue étrangère, titres d'œuvres, noms de bateaux, etc.
- Les citations ne sont pas en italique mais en corps de texte normal. Elles sont entourées par des guillemets français : « et ».
- Les listes à puces sont à éviter, des paragraphes rédigés étant largement préférés. Les tableaux sont à réserver à la présentation de données structurées (résultats, etc.).
- Les appels de note de bas de page (petits chiffres en exposant, introduits par l'outil «  Source ») sont à placer entre la fin de phrase et le point final[comme ça].
- Les liens internes (vers d'autres articles de Wikipédia) sont à choisir avec parcimonie. Créez des liens vers des articles approfondissant le sujet. Les termes génériques sans rapport avec le sujet sont à éviter, ainsi que les répétitions de liens vers un même terme.
- Les liens externes sont à placer uniquement dans une section « Liens externes », à la fin de l'article. Ces liens sont à choisir avec parcimonie suivant les règles définies. Si un lien sert de source à l'article, son insertion dans le texte est à faire par les notes de bas de page.
- La présentation des références doit suivre les conventions bibliographiques. Il est recommandé d'utiliser les modèles {{Ouvrage}}, {{Chapitre}}, {{Article}}, {{Lien web}} et/ou {{Bibliographie}}. Le mode d'édition visuel peut mettre en forme automatiquement les références.
- Insérer une infobox (cadre d'informations à droite) n'est pas obligatoire pour parachever la mise en page.

Pour une aide détaillée, merci de consulter Aide:Wikification.
Si vous pensez que ces points ont été résolus, vous pouvez retirer ce bandeau et améliorer la mise en forme d'un autre article.
| Service Militaire                           |
| ------------------------------------------- |
| Allégeance : République populaire de Chine  |
| Armée : Armée de libération, Armée de Terre |
| Grade : Général de Division                 |

Chen Daoxiang (En chinois:陈道祥) ; né en septembre 1962) est un général de division (shaojiang) de l'Armée populaire de libération (APL) qui a servi comme commandant de la garnison de Hong Kong de l'APL entre 2019 et 2022,,. Il est délégué à la 13e Assemblée populaire nationale.

## Biographie
Chen est né à Xuancheng, Anhui, en septembre 1962. Il a longtemps servi dans la région militaire de Nanjing. En avril 2010, il est promu chef d'état-major du 1er groupe d'armées. En juillet 2011, le président Xi Jinping lui a décerné le grade militaire de général (shangjiang). En juillet 2014, il a été promu chef d'état-major adjoint de la région militaire de Guangzhou, poste qu'il a occupé jusqu'en avril 2019, date à laquelle il a été transféré à Hong Kong et nommé commandant de la garnison de l'APL de Hong Kong,.